# Bitwa pod Myśliborzem (Soldinem)
Bitwa pod Myśliborzem (Soldinem) – bitwa stoczona latem 1278 r. pomiędzy wojskami księcia wielkopolskiego Bolesława Pobożnego a wojskami margrabiego brandenburskiego Ottona Długiego.

## Historia
Latem 1278 r. podjął Bolesław Pobożny ostatnią w swym życiu kampanię przeciw Brandenburgii. Zgromadził liczne siły i połączywszy się z posiłkami księcia pomorskiego Mściwoja II wszedł na terytoria zagarnięte przez Brandenburczyków, czyli tereny leżące między Wartą, Odrą i Notecią. Podczas krótkiej kampanii, trwającej zaledwie osiem dni, Bolesław spustoszył zajęte tereny, a pod Myśliborzem pobił wojska margrabiego Ottona, który próbował powstrzymać działania sił polskich. Wymiernym sukcesem ostatniej wyprawy księcia wielkopolskiego było odzyskanie Santoka.